# Мекдес Бекеле
Мекдес Бекеле Тадесе (амх. መቅደስ በቀለ ታደሰ; род. 20 января 1987, Аддис-Абеба) — эфиопская легкоатлетка, специалистка по стипль-чезу. Выступала на профессиональном уровне в 2006—2017 годах, обладательница серебряной медали Всеафриканских игр, серебряная призёрка чемпионата Африки, чемпионка Эфиопии, участница летних Олимпийских игр в Пекине.

## Биография
Мекдес Бекеле родилась 20 января 1987 года в Аддис-Абебе, Эфиопия.
Первых серьёзных успехов в лёгкой атлетике добилась в сезоне 2006 года, когда стала чемпионкой Эфиопии в беге на 3000 метров с препятствиями, вошла в состав эфиопской сборной и выступила на нескольких крупных международных стартах. В частности, выиграла бронзовую медаль на юниорском мировом первенстве в Пекине.
В 2007 году в 3000-метровом стипльчезе была второй на чемпионате Эфиопии в Аддис-Абебе, третьей на Мемориале братьев Знаменских в Жуковском, завоевала серебряную награду на Всеафриканских играх в Алжире, уступив на финише только кенийке Рут Босибори, стартовала на чемпионате мира в Осаке — здесь в финал не вышла.
В 2008 году стала серебряной призёркой на домашнем чемпионате Африки в Аддис-Абебе, где пропустила вперёд лишь соотечественницу Земзем Ахмед, заняла седьмое место на Бислеттских играх в Осло, тогда как на международном старте в испанской Уэльве пришла к финишу второй и установила свой личный рекорд в беге на 3000 метров с препятствиями — 9:20.23. Благодаря череде успешных выступлений удостоилась права защищать честь страны на летних Олимпийских играх в Пекине — в программе стипльчеза показала время 9:41.43, чего оказалось недостаточно для выхода в финальную стадию соревнований.
В 2009 году финишировала третьей на чемпионате Эфиопии в Аддис-Абебе и на Бислеттских играх в Осло, закрыла десятку сильнейших Всемирного легкоатлетического финала в Салониках.
В 2010 году среди прочего стала пятой на чемпионате Африки в Найроби.
На чемпионате Африки 2012 года в Порто-Ново показала в беге на 3000 метров с препятствиями четвёртый результат.
В 2013 году вновь взяла бронзу на чемпионате Эфиопии в Аддис-Абебе.
Активно принимала участие в различных коммерческих стартах на шоссе и на дорожке. Завершила спортивную карьеру по окончании сезона 2017 года.